# Вулкан Шишалдина
Вулкан Шишалдіна (англ. Shishaldin Volcano) — діючий вулкан на Алясці, Північна Америка, знаходиться на острові Унімак. Найвища точка Алеутських островів.
При висоті 2857 м вулкан Шишалдина є третім за величиною серед острівних вулканів Північної Америки.Окрім того, це є один із найактивніших на Алеутських островах.
У 1967 році, Служба національних парків визнала вулкан Шишалдина Національною природною пам'яткою.

## Назва
Назва «вулкан Шишалдина» пояснюється як русифікація алеутської назви Sisagux̂, що походить, ймовірно, від sisa-(«загубитися, заблукати»). Наводиться також алеутська назва Sisquk (Сіскуїк), що означає гора, що вказує місце, де я заблукав .

## Активність
Цей вулкан має безліч зареєстрованих вивержень протягом XIX і XX століть, а також кілька повідомлень про вулканічну діяльність у цьому районі протягом XVIII століття. Останнє виверження сталося у 2004 році.
Новий період активності розпочався в липні 2019 року, коли в кратері вершини спостерігалося розжарення під час посилення сейсмічної активності. 23 липня спостерігалося активне лавове озеро та незначні розбризкування в межах вершинного кратера. Нова подія виливу лави почалася 13 жовтня, яка просувалася протягом наступних кількох тижнів. Конус вершини частково впав 25 листопада, утворивши пірокластичний потік вниз з північно-західної сторони вулкана та новий потік лави. 12 грудня короткочасний вибух з Шишалдіна викинув хмару попелу на висоту 6100 - 7600 м. Наприкінці грудня виверження продовжувалося з потоками лави та низькою вибуховою активністю на вершині. 3 січня 2020 року сейсмічність призвела до виверження хмари попелу, яке досягло висоти 27 000 футів (8 200 м). Ще одна велика хмара попелу була викинута 19 січня 2020 року.
15 липня 2023 року, у вечірній час, біля південного узбережжя Аляски стався землетрус магнітудою 7,2. Згідно повідомлення CNN, землетрус був зафіксований за 88,5 км на південний захід від міста Сенд-Пойнт, штат Аляска, на глибині майже 21 кілометр. Обсерваторія вулканів Аляски також надіслала повідомлення про загрозу для вулкана Шишалдина, який перед землетрусом викинув стовп попелу. На вулкані Шишалдін нині діє «вахта» візуального спостереження.
Вулканна обсерваторія Аляски стежить за вулканом на предмет більш небезпечної діяльності за допомогою сейсмометрів і супутникових знімків. Через віддаленість розташування вулкана, постійні візуальні спостереження трапляються рідко.

## Альпінізм
Перше зареєстроване сходження на вулкан відбулося в 1932 році Г. Петерсоном і двома його супутниками. Враховуючи нескладний характер сходження ( Аляска 1 клас, сніг до 40 градусів схилу), можливо, що раніше підйом відбувся або корінними алеутами, росіянами чи іншими відвідувачами. Вулкан Шишалдина — популярний лижний спуск (6000 футів (1829 м) по вертикалі) серед місцевих альпіністів (яких небагато). Через віддаленість на Шишалдин не часто піднімаються сторонні.